# Finlandia en el Festival de la Canción de Eurovisión
Finlandia participa en el Festival de la Canción de Eurovisión desde su debut en 1961. Ganó el festival por primera y única vez en el Festival de Eurovisión de 2006 con «Hard Rock Hallelujah» de Lordi. Anteriormente, su mejor resultado había sido un sexto lugar con Marion Rung y su «Tom tom tom», en 1973.
Antes de la victoria del 2006, Finlandia era considerada por muchos como el mejor ejemplo de un país con pobres resultados en Eurovisión. Ha terminado en último lugar diez veces, y ha obtenido "nul points" (cero puntos) en 1963, 1965 y 1982. Desde la introducción de las semifinales en 2004, Finlandia no ha conseguido clasificarse para la final en siete ocasiones. En el Festival de Eurovisión de 2023, el país obtuvo su mejor resultado en dieciocho años, cuando Käärijä acabó segundo  en la final, obteniendo la segunda mayor puntuación histórica de televoto en el Festival. En 2015, Finlandia quedó última en su semifinal con la canción más corta de la historia del Festival, «Aina mun pitää», que tiene una duración de tan solo 1 minuto y 25 segundos.

## Historia
En el 2006, Lordi obtuvo la victoria, con una canción radicalmente diferente al europop que dominaba en las propuestas de la competencia: una canción de rock heavy, interpretada por una banda de "monstruos" y un espectáculo visual al uso. La banda y su canción «Hard Rock Hallelujah» rompió récord al obtener la puntuación más alta en la historia del Festival de Eurovisión hasta aquella fecha (292 puntos).
Desde la creación de las semifinales, Finlandia ha estado presente en la final sólo en las ediciones de 2006, 2007, 2008 y 2009. Sin embargo, el pase de 2007, se debe a su condición de país anfritón tras la victoria de Lordi en Grecia el año anterior. Salvo el festival del 2006 el resto de los festivales (2007, 2008 y 2009), pese a que estuvieran en la final, han ocupado malas posiciones sobre todo en la de 2009 donde quedaron en último lugar, luego de haber sido rescatada por el jurado en la primera semifinal. En 2010 se quedó a las puertas de la final al haber quedado en el puesto 11. En 2011, quedó 21º en la final a pesar de su 3ª posición de la semifinal. En 2012, no consiguió clasificarse a la final con el puesto 12. En 2013, consiguió la antepenúltima posición (24 de 26) en la final a pesar de conseguir ser novenos en la semifinal. En 2014, obtuvo un meritorio 3º puesto en la semifinal y no convenciendo tanto en la gran final (11º).
En 2015, con el grupo PKN, no logran pasar a la final, obteniendo únicamente 11 puntos.
En 2016, Sandhja, ganadora del UMK, representó al país con el tema «Sing It Away». No obstante, no consiguió la clasificación para la final, tras obtener 51 puntos y el decimoquinto puesto en la semifinal.
De igual forma, en 2017, y contra todo pronóstico, Norma John y su «Blackbird» tampoco consiguieron el pase a la final para su país. Tuvieron que conformarse con 92 puntos y un decimosegundo puesto en una primera semifinal muy reñida.
En 2018, Saara Aalto consiguió devolver a Finlandia a la gran final. Ella quedó 10.ª en la primera semifinal, y en la final consiguió alcanzar la 25ª posición, siendo el mejor resultado finlandés desde 2014.
En 2019, Finlandia no entró en la gran final del sábado. 
Finlandia ha estado solamente 10 veces entre el TOP-10 en una final.
En 2020, Aksel Kankaanranta ganador del UMK, fue seleccionado para representar el país con la canción "Looking Back". El festival se canceló debido a la pandemia de Covid-19.
Para el 2021, Finlandia volvió a apostar por el UMK donde el grupo Blind Channel salió vencedora con la canción "Dark Side" un tema post-hardcore. Finlandia consiguió pasar a la final (cosa que no pasaba desde 2018) con un quinto puesto en la segunda semifinal y un sexto puesto en la gran final obteniendo un total de 301 votos siendo esta la mayor cantidad logradas por el país en toda su historia del certamen.
En 2023, Käärijä y su tema Cha Cha Cha llevaron al país hasta un 2º puesto en la final, su segunda mejor posición tras la victoria de Lordi, ganando el televoto con la segunda mayor puntuación histórica.

## Idioma
Las canciones finlandesas fueron compuestas en inglés en 1973, 1974, 1975, 1976, 2000, 2002, 2004, 2005, 2006, 2007, 2009, 2011, 2013, 2014, 2016, 2017, 2018, 2019, 2021, 2022 y 2024. El resto de canciones han sido interpretadas en finés, excepto en 1990 y 2012, con canciones interpretadas en sueco, lengua también oficial en el país. En 2025 la canción "Ich Komme" fue interpretada tanto en finés como alemán en el coro de la canción. 

## Patrones de votación
En los patrones de votación, Finlandia ha apoyado tradicionalmente y han sido apoyados por las naciones del báltico, tales como Estonia y Letonia. Sin embargo, también tiene lazos cercanos con los países nórdicos. En el 2004, los 12 puntos de Finlandia fueron para Suecia, hecho que se repitió en 2007. La primera vez que Suecia le dio 12 puntos a Finlandia fue en el 2006 por la canción de Lordi. En el 2007 esto se volvió a repetir, dándole 12 puntos a Hanna Pakarinen con «Leave Me Alone». Finlandia también le ha dado altas puntuaciones a Italia hasta que ese país se retirara en 1997 por un periodo de 13 años. 

## Participaciones
Leyenda
     Ganador
     Segundo puesto
     Tercer puesto
     Cuarto o quinto puesto (Top 5)
     Último puesto
| Año                  | Sede       | Artista                     | Canción (Música / Letra)     | Final              | Pts.               | Semifinal                   | Pts.                        |
| -------------------- | ---------- | --------------------------- | ---------------------------- | ------------------ | ------------------ | --------------------------- | --------------------------- |
| 1961                 | Cannes     | Laila Kinnunen              | «Valoa ikkunassa»            | 10                 | 6                  | No hubo semifinales         | No hubo semifinales         |
| 1962                 | Luxemburgo | Marion Rung                 | «Tipi-tii»                   | 7                  | 4                  | No hubo semifinales         | No hubo semifinales         |
| 1963                 | Londres    | Laila Halme                 | «Muistojeni laulu»           | 13                 | 0                  | No hubo semifinales         | No hubo semifinales         |
| 1964                 | Copenhague | Lasse Mårtenson             | «Laiskotellen»               | 7                  | 9                  | No hubo semifinales         | No hubo semifinales         |
| 1965                 | Nápoles    | Viktor Klimenko             | «Aurinko laskee länteen»     | 15                 | 0                  | No hubo semifinales         | No hubo semifinales         |
| 1966                 | Luxemburgo | Ann Christine               | «Playboy»                    | 10                 | 7                  | No hubo semifinales         | No hubo semifinales         |
| 1967                 | Viena      | Fredi                       | «Varjoon - suojaan»          | 12                 | 3                  | No hubo semifinales         | No hubo semifinales         |
| 1968                 | Londres    | Kristina Hautala            | «Kun kello käy»              | 16                 | 1                  | No hubo semifinales         | No hubo semifinales         |
| 1969                 | Madrid     | Jarkko & Laura              | «Kuin silloin ennen»         | 12                 | 6                  | No hubo semifinales         | No hubo semifinales         |
| No participó en 1970 |            |                             |                              |                    |                    |                             |                             |
| 1971                 | Dublín     | Markku Aro y Koivistolaiset | «Tie uuteen päivään»         | 8                  | 84                 | No hubo semifinales         | No hubo semifinales         |
| 1972                 | Edimburgo  | Päivi Paunu y Kim Floor     | «Muistathan»                 | 12                 | 78                 | No hubo semifinales         | No hubo semifinales         |
| 1973                 | Luxemburgo | Marion Rung                 | «Tom Tom Tom»                | 6                  | 93                 | No hubo semifinales         | No hubo semifinales         |
| 1974                 | Brighton   | Carita                      | «Keep me warm»               | 13                 | 4                  | No hubo semifinales         | No hubo semifinales         |
| 1975                 | Estocolmo  | Pihasoittajat               | «Old man fiddle»             | 7                  | 74                 | No hubo semifinales         | No hubo semifinales         |
| 1976                 | La Haya    | Fredi e Ystävät             | «Pump-Pump»                  | 11                 | 44                 | No hubo semifinales         | No hubo semifinales         |
| 1977                 | Londres    | Monica Aspelund             | «Lapponia»                   | 10                 | 50                 | No hubo semifinales         | No hubo semifinales         |
| 1978                 | París      | Seija Simola                | «Anna rakkaudelle tilasuus»  | 18                 | 2                  | No hubo semifinales         | No hubo semifinales         |
| 1979                 | Jerusalén  | Katri Helena                | «Katson sineen taivaan»      | 14                 | 38                 | No hubo semifinales         | No hubo semifinales         |
| 1980                 | La Haya    | Vesa-Matti Loiri            | «Huilumies»                  | 19                 | 6                  | No hubo semifinales         | No hubo semifinales         |
| 1981                 | Dublín     | Riki Sorsa                  | «Reggae OK»                  | 16                 | 27                 | No hubo semifinales         | No hubo semifinales         |
| 1982                 | Harrogate  | Kojo                        | «Nuku pommiin»               | 18                 | 0                  | No hubo semifinales         | No hubo semifinales         |
| 1983                 | Múnich     | Ami Aspelund                | «Fantasiaa»                  | 11                 | 41                 | No hubo semifinales         | No hubo semifinales         |
| 1984                 | Luxemburgo | Kirka                       | «Hengaillaan»                | 9                  | 46                 | No hubo semifinales         | No hubo semifinales         |
| 1985                 | Gotemburgo | Sonja Lumme                 | «Eläköön elämä»              | 9                  | 58                 | No hubo semifinales         | No hubo semifinales         |
| 1986                 | Bergen     | Kari Kuivalainen            | «Never the end»              | 15                 | 22                 | No hubo semifinales         | No hubo semifinales         |
| 1987                 | Bruselas   | Vicky Rosti y Boulevard     | «Sata salamaa»               | 15                 | 32                 | No hubo semifinales         | No hubo semifinales         |
| 1988                 | Dublín     | Boulevard                   | «Nauravat silmät muistetaan» | 20                 | 3                  | No hubo semifinales         | No hubo semifinales         |
| 1989                 | Lausana    | Anneli Saaristo             | «La dolce vita»              | 7                  | 76                 | No hubo semifinales         | No hubo semifinales         |
| 1990                 | Zagreb     | Beat                        | «Fri?»                       | 21                 | 8                  | No hubo semifinales         | No hubo semifinales         |
| 1991                 | Roma       | Kaija                       | «Hullu yö»                   | 20                 | 6                  | No hubo semifinales         | No hubo semifinales         |
| 1992                 | Malmö      | Pave                        | «Yamma, yamma»               | 23                 | 4                  | No hubo semifinales         | No hubo semifinales         |
| 1993                 | Millstreet | Katri Helena                | «Tule luo»                   | 17                 | 20                 | Kvalifikacija za Millstreet | Kvalifikacija za Millstreet |
| 1994                 | Dublín     | CatCat                      | «Bye bye baby»               | 22                 | 11                 | No hubo semifinales         | No hubo semifinales         |
| No participó en 1995 |            |                             |                              |                    |                    |                             |                             |
| 1996                 | Oslo       | Jasmine                     | «Niin kaunis on taivas»      | 23                 | 9                  | 22                          | 26                          |
| No participó en 1997 |            |                             |                              |                    |                    |                             |                             |
| 1998                 | Birmingham | Edea                        | «Aava»                       | 15                 | 22                 | No hubo semifinales         | No hubo semifinales         |
| No participó en 1999 |            |                             |                              |                    |                    |                             |                             |
| 2000                 | Estocolmo  | Nina Åström                 | «A little bit»               | 18                 | 18                 | No hubo semifinales         | No hubo semifinales         |
| No participó en 2001 |            |                             |                              |                    |                    |                             |                             |
| 2002                 | Tallin     | Laura                       | «Addicted to You»            | 20                 | 24                 | No hubo semifinales         | No hubo semifinales         |
| No participó en 2003 |            |                             |                              |                    |                    |                             |                             |
| 2004                 | Estambul   | Jari Sillanpää              | «Takes 2 To Tango»           | No se clasificó    | No se clasificó    | 14                          | 51                          |
| 2005                 | Kiev       | Geir Rönning                | «Why?»                       | No se clasificó    | No se clasificó    | 18                          | 50                          |
| 2006                 | Atenas     | Lordi                       | «Hard Rock Hallelujah»       | 1                  | 292                | 1                           | 292                         |
| 2007                 | Helsinki   | Hanna Pakarinen             | «Leave Me Alone»             | 17                 | 53                 | País anfitrión              | País anfitrión              |
| 2008                 | Belgrado   | Teräsbetoni                 | «Missä miehet ratsastaa»     | 22                 | 35                 | 8                           | 79                          |
| 2009                 | Moscú      | Waldo's People              | «Lose Control»               | 25                 | 22                 | 12                          | 42                          |
| 2010                 | Oslo       | Kuunkuiskaajat              | «Työlki ellää»               | No se clasificó    | No se clasificó    | 11                          | 49                          |
| 2011                 | Düsseldorf | Paradise Oskar              | «Da da dam»                  | 21                 | 57                 | 3                           | 103                         |
| 2012                 | Bakú       | Pernilla                    | «När jag blundar»            | No se clasificó    | No se clasificó    | 12                          | 41                          |
| 2013                 | Malmö      | Krista Siegfrids            | «Marry me»                   | 24                 | 13                 | 9                           | 64                          |
| 2014                 | Copenhague | Softengine                  | «Something better»           | 11                 | 72                 | 3                           | 97                          |
| 2015                 | Viena      | Pertti Kurikan Nimipäivät   | «Aina mun pitää»             | No se clasificó    | No se clasificó    | 16                          | 13                          |
| 2016                 | Estocolmo  | Sandhja                     | «Sing it away»               | No se clasificó    | No se clasificó    | 15                          | 51                          |
| 2017                 | Kiev       | Norma John                  | «Blackbird»                  | No se clasificó    | No se clasificó    | 12                          | 92                          |
| 2018                 | Lisboa     | Saara Aalto                 | «Monsters»                   | 25                 | 46                 | 10                          | 108                         |
| 2019                 | Tel Aviv   | Darude y Sebastian Rejman   | «Look away»                  | No se clasificó    | No se clasificó    | 17                          | 23                          |
| 2020                 | Róterdam   | Aksel                       | «Looking back»               | Festival cancelado | Festival cancelado | Festival cancelado          | Festival cancelado          |
| 2021                 | Róterdam   | Blind Channel               | «Dark Side»                  | 6                  | 301                | 5                           | 234                         |
| 2022                 | Turín      | The Rasmus                  | «Jezebel»                    | 22                 | 38                 | 7                           | 162                         |
| 2023                 | Liverpool  | Käärijä                     | «Cha Cha Cha»                | 2                  | 526                | 1                           | 177                         |
| 2024                 | Malmö      | Windows95man                | «No Rules!»                  | 19                 | 38                 | 7                           | 59                          |
| 2025                 | Basilea    | Erika Vikman                | «Ich Komme»                  | 11                 | 196                | 3                           | 115                         |
| 2026                 | Austria    | TBC                         | TBC                          | TBC                | TBC                | TBC                         | TBC                         |

## Festivales organizados en Finlandia
| Edición                                   | Ciudad sede | Localización    | Presentandores                    |
| ----------------------------------------- | ----------- | --------------- | --------------------------------- |
| Festival de la Canción de Eurovisión 2007 | Helsinki    | Hartwall Areena | Jaana Pelkonen y Mikko Leppilampi |

## Votación de Finlandia
Hasta 2025, la votación de Finlandia ha sido:
| Más puntos otorgados solo en la gran final | Más puntos otorgados solo en la gran final | Más puntos otorgados solo en la gran final |
| Pos.                                       | País                                       | Puntos                                     |
| ------------------------------------------ | ------------------------------------------ | ------------------------------------------ |
| 1                                          | Suecia                                     | 352                                        |
| 2                                          | Italia                                     | 197                                        |
| 3                                          | Israel                                     | 184                                        |
| 4                                          | Suiza                                      | 176                                        |
| 5                                          | Francia                                    | 173                                        |

| Más puntos otorgados en semifinales y final | Más puntos otorgados en semifinales y final | Más puntos otorgados en semifinales y final |
| Pos.                                        | País                                        | Puntos                                      |
| ------------------------------------------- | ------------------------------------------- | ------------------------------------------- |
| 1                                           | Suecia                                      | 418                                         |
| 2                                           | Estonia                                     | 262                                         |
| 3                                           | Israel                                      | 246                                         |
| 4                                           | Suiza                                       | 244                                         |
| 5                                           | Noruega                                     | 230                                         |

| Más puntos recibidos solo en la final | Más puntos recibidos solo en la final | Más puntos recibidos solo en la final |
| Pos.                                  | País                                  | Puntos                                |
| ------------------------------------- | ------------------------------------- | ------------------------------------- |
| 1                                     | Suecia                                | 193                                   |
| 2                                     | Estonia                               | 161                                   |
| 3                                     | Noruega                               | 160                                   |
| 4                                     | Islandia                              | 127                                   |
| 5                                     | Irlanda                               | 111                                   |

| Más puntos recibidos en semifinales y final | Más puntos recibidos en semifinales y final | Más puntos recibidos en semifinales y final |
| Pos.                                        | País                                        | Puntos                                      |
| ------------------------------------------- | ------------------------------------------- | ------------------------------------------- |
| 1                                           | Suecia                                      | 294                                         |
| 2                                           | Estonia                                     | 287                                         |
| 3                                           | Islandia                                    | 232                                         |
| 4                                           | Noruega                                     | 231                                         |
| 5                                           | Reino Unido                                 | 178                                         |

## 12 puntos
- Finlandia ha dado 12 puntos a:

### Final (1975 - 2003)
| Año  | País     | Año  | País       | Año  | País       | Año                  | País                 | Año                  | País                 |
| ---- | -------- | ---- | ---------- | ---- | ---------- | -------------------- | -------------------- | -------------------- | -------------------- |
| 1975 | Italia   | 1981 | Suiza      | 1987 | Irlanda    | 1993                 | Noruega              | No participó en 1999 | No participó en 1999 |
| 1976 | Bélgica  | 1982 | Israel     | 1988 | Luxemburgo | 1994                 | Hungría              | 2000                 | Letonia              |
| 1977 | Francia  | 1983 | Yugoslavia | 1989 | Dinamarca  | No participó en 1995 | No participó en 1995 | No participó en 2001 | No participó en 2001 |
| 1978 | Alemania | 1984 | Italia     | 1990 | Francia    | 1996                 | Estonia              | 2002                 | Francia              |
| 1979 | Israel   | 1985 | Suecia     | 1991 | Italia     | No participó en 1997 | No participó en 1997 | No participó en 2003 | No participó en 2003 |
| 1980 | Suiza    | 1986 | Bélgica    | 1992 | Italia     | 1998                 | Estonia              |                      |                      |

| Año  | País                 | Año  | País     |
| ---- | -------------------- | ---- | -------- |
| 2004 | Estonia              | 2010 | Estonia  |
| 2005 | Noruega              | 2011 | Hungría  |
| 2006 | Bosnia y Herzegovina | 2012 | Rusia    |
| 2007 | Islandia             | 2013 | Islandia |
| 2008 | Noruega              | 2014 | Austria  |
| 2009 | Islandia             | 2015 | Bélgica  |

| Año  | Jurado       | Televoto | Conjunto        |
| ---- | ------------ | -------- | --------------- |
| 2016 | Países Bajos | Estonia  | Países Bajos    |
| 2017 | Suecia       | Portugal | Portugal        |
| 2018 | Israel       | Estonia  | Israel          |
| 2019 | Australia    | Islandia | Australia       |
| 2021 | Bulgaria     | Islandia | Islandia/ Suiza |
| 2022 | Suecia       | Estonia  | Suecia          |
| 2023 | Sin jurado   | Chequia  | Chequia         |
| 2024 | Sin jurado   | Croacia  | Croacia         |
| 2025 | Sin jurado   | Israel   | Israel          |

| Año  | País    | Año  | País     |
| ---- | ------- | ---- | -------- |
| 2004 | Suecia  | 2010 | Alemania |
| 2005 | Noruega | 2011 | Hungría  |
| 2006 | Rusia   | 2012 | Suecia   |
| 2007 | Serbia  | 2013 | Noruega  |
| 2008 | Noruega | 2014 | Austria  |
| 2009 | Estonia | 2015 | Suecia   |

| Año  | Jurado  | Televoto | Conjunto       |
| ---- | ------- | -------- | -------------- |
| 2016 | Suecia  | Ucrania  | Suecia         |
| 2017 | Suecia  | Portugal | Portugal       |
| 2018 | Israel  | Estonia  | Israel         |
| 2019 | Suecia  | Islandia | Suecia         |
| 2021 | Suiza   | Islandia | Islandia       |
| 2022 | Suecia  | Ucrania  | Suecia         |
| 2023 | Suecia  | Noruega  | Chequia        |
| 2024 | Suiza   | Israel   | Croacia/ Suiza |
| 2025 | Austria | Suecia   | Suecia         |

## Galería de imágenes
|                                 |
| Laila Kinnunen en Cannes (1961) |

|                                  |
| Marion Rung en Luxemburgo (1962) |

|                                   |
| Viktor Klimenko en Nápoles (1965) |

|                         |
| Fredi en La Haya (1976) |

|                                    |
| Hanna Pakarinen en Helsinki (2007) |

|                                |
| Teräsbetoni en Belgrado (2008) |

|                                |
| Waldo's People en Moscú (2009) |

|                               |
| Kuunkuiskaajat en Oslo (2010) |

|                                  |
| Krista Siegfrids en Malmö (2013) |

|                                 |
| Softengine en Copenhague (2014) |

|                                            |
| Pertti Kurikan Nimipäivät en Vienna (2015) |

|                             |
| Sandhja en Estocolmo (2016) |

|                           |
| Norma John en Kiev (2017) |

|                              |
| Saara Aalto en Lisboa (2018) |

|                                              |
| Darude & Sebastian Rejman en Tel Aviv (2019) |

|                            |
| The Rasmus en Turín (2022) |

|                             |
| Käärijä en Liverpool (2023) |

|                              |
| Windows95man en Malmö (2024) |